# Gran Premi de Bèlgica del 1976
Resultats del Gran Premi de Bèlgica de Fórmula 1 disputat la temporada 1976 al circuit de Zolder el 16 de maig del 1976.

## Resultats
| Pos | No | Pilot              | Equip                  | Voltes | Temps / Retirada | Pos. de sortida | Punts |
| --- | -- | ------------------ | ---------------------- | ------ | ---------------- | --------------- | ----- |
| 1   | 1  | Niki Lauda         | Ferrari                | 70     | 1h 42' 53. 23    | 1               | 9     |
| 2   | 2  | Clay Regazzoni     | Ferrari                | 70     | + 3.46 s         | 2               | 6     |
| 3   | 26 | Jacques Laffite    | Ligier - Matra         | 70     | + 35.38 s        | 4               | 4     |
| 4   | 3  | Jody Scheckter     | Tyrrell - Ford         | 70     | + 1' 31.00 min.  | 7               | 3     |
| 5   | 19 | Alan Jones         | Surtees - Ford         | 69     | + 1 Volta        | 16              | 2     |
| 6   | 12 | Jochen Mass        | McLaren - Ford         | 69     | + 1 Volta        | 18              | 1     |
| 7   | 28 | John Watson        | Penske - Ford          | 69     | + 1 Volta        | 17              |       |
| 8   | 37 | Larry Perkins      | Boro - Ford            | 69     | + 1 Volta        | 20              |       |
| 9   | 17 | Jean-Pierre Jarier | Shadow - Ford          | 69     | + 1 Volta        | 14              |       |
| 10  | 16 | Tom Pryce          | Shadow - Ford          | 68     | + 2 Voltes       | 13              |       |
| 11  | 21 | Michel Leclère     | Wolf - Williams - Ford | 68     | + 2 Voltes       | 25              |       |
| 12  | 32 | Loris Kessel       | Brabham - Ford         | 63     | + 7 Voltes       | 23              |       |
| Ret | 18 | Brett Lunger       | Surtees - Ford         | 62     | Part elèctrica   | 26              |       |
| Ret | 8  | Carlos Pace        | Brabham - Alfa Romeo   | 58     | Part elèctrica   | 9               |       |
| Ret | 22 | Chris Amon         | Ensign - Ford          | 51     | Accident         | 8               |       |
| Ret | 11 | James Hunt         | McLaren - Ford         | 35     | Caixa canvi      | 3               |       |
| Ret | 34 | Hans Joachim Stuck | March - Ford           | 33     | Suspensions      | 15              |       |
| Ret | 24 | Harald Ertl        | Hesketh - Ford         | 31     | Motor            | 24              |       |
| Ret | 4  | Patrick Depailler  | Tyrrell - Ford         | 29     | Motor            | 4               |       |
| Ret | 5  | Mario Andretti     | Lotus - Ford           | 28     | Eix / Palier     | 11              |       |
| Ret | 33 | Patrick Neve       | Brabham - Ford         | 26     | Eix / Palier     | 19              |       |
| Ret | 35 | Arturo Merzario    | March - Ford           | 21     | Motor            | 21              |       |
| Ret | 7  | Carlos Reutemann   | Brabham - Alfa Romeo   | 17     | Motor            | 12              |       |
| Ret | 10 | Ronnie Peterson    | March - Ford           | 16     | Accident         | 10              |       |
| Ret | 6  | Gunnar Nilsson     | Lotus - Ford           | 7      | Accident         | 22              |       |
| Ret | 9  | Vittorio Brambilla | March - Ford           | 6      | Eix / Palier     | 5               |       |
| NVQ | 30 | Emerson Fittipaldi | Fittipaldi - Ford      |        |                  |                 |       |
| NVQ | 20 | Jacky Ickx         | Wolf – Williams - Ford |        |                  |                 |       |
| NVQ | 25 | Guy Edwards        | Hesketh - Ford         |        |                  |                 |       |

## Altres
- Pole: Niki Lauda 1' 26. 550

- Volta ràpida: Niki Lauda 1' 25. 980